# Cyanocitta
Cyanocitta is een geslacht van zangvogels uit de familie kraaien (Corvidae).

## Soorten
Het geslacht kent de volgende soorten:
- Cyanocitta cristata – Blauwe gaai
- Cyanocitta stelleri – Stellers gaai

Groen = Blauwe gaai, oranje = Stellers gaai